# Trum (Bergbau)

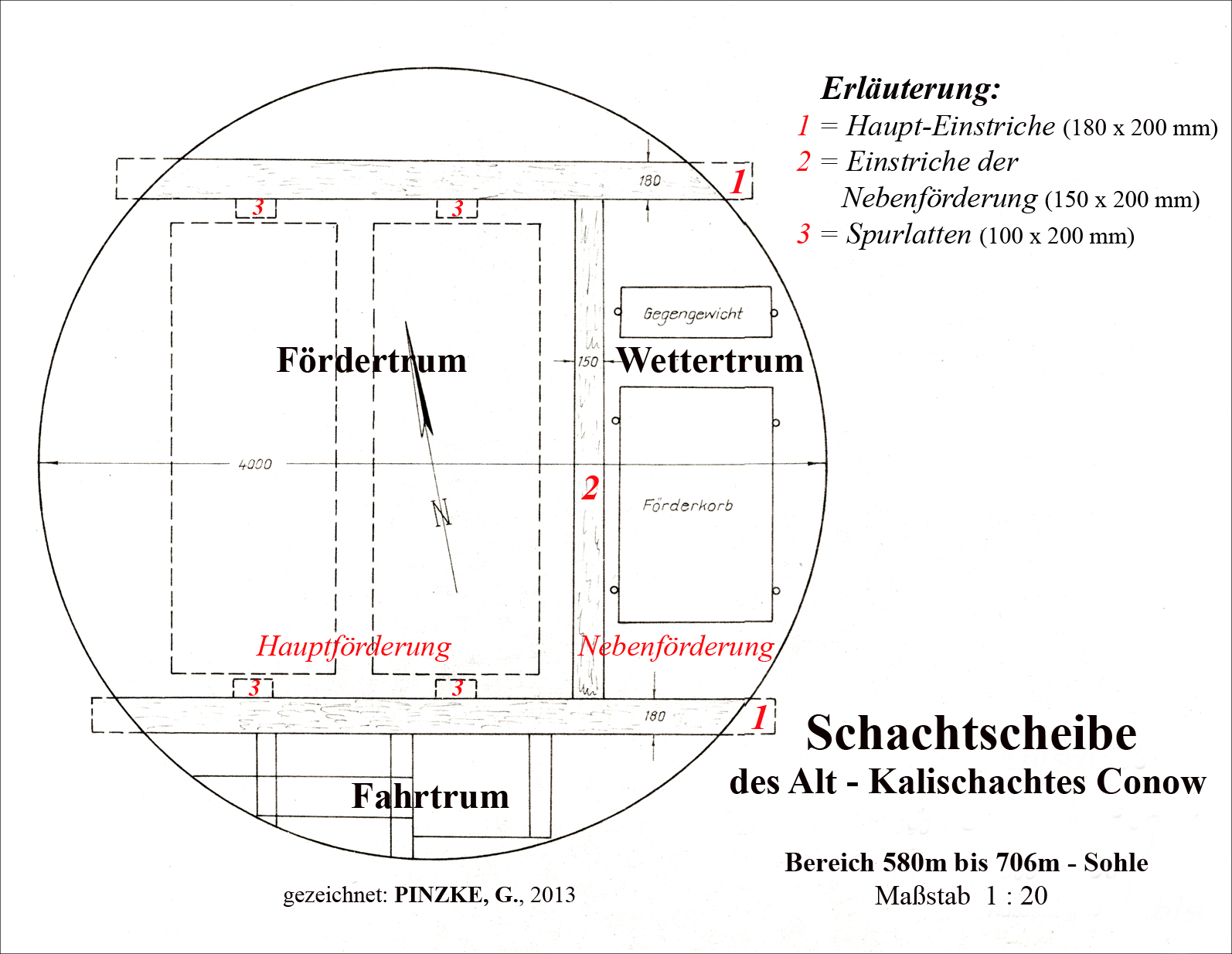
Schachtscheibe eines Rundschachtes

Als Trum wird im Bergbau ein vertikaler Teil eines Schachtes bezeichnet. Die Trume werden durch Einstriche abgeteilt. An den Einstrichen sind die Spurlatten und andere Schachteinbauten befestigt.

„Trum (Mehrz. Trume oder Trümer)… Im Bergbau jede der durch Zimmerung oder Mauerung gebildeten Abteilungen eines Schachtes, daher die dem Zweck derselben entsprechenden Benennungen: Förder-, Fahr-, Wetter-, Pumpentrum.“

Das Haupttrum eines Schachtes ist das Fördertrum genannte Trum, in denen sich die Fördergestelle auf und ab bewegen. Im Fahr- oder Fahrtentrum befinden sich die Fahrten, die früher, vor Einführung der Personenseilfahrt, den Bergleuten zum Ein- und Ausfahren dienten. Heutige Schächte haben zum Teil kein Fahrtrum mehr, weil sie entweder zu tief sind, um die Fahrten zu steigen oder über mehrere, unabhängige Fördertrume verfügen, so dass das Ausfahren der Bergleute auch im Notfall gewährleistet ist. Ist ein Fahrtrum vorhanden, so dient es nur der Notfahrung.
Ist der Schacht sowohl ein- als auch ausziehend, so werden das ein- und ausziehende Wettertrum mit einem Wetterscheider voneinander getrennt. Dies ist eine wetterdichte Verkleidung, üblicherweise aus mit Wettertuch beschlagenen Bretter bestehend, teilweise auch gemauert, die dafür sorgt, dass sich die einziehenden Frischwetter nicht mit den ausziehenden Abwettern vermischen. Da heute alle Bergwerke über mindestens zwei Tagesöffnungen verfügen, wird in der Regel eine davon einziehend und die andere(n) ausziehend angelegt. Dadurch hat der Wetterscheider seine Bedeutung verloren.
Weitere Trume sind die Rohr- und Kabeltrume, mitunter auch ein kombiniertes Rohr- und Kabeltrum. Sie dienen der Energieversorgung des Bergwerkes und der Wasserhaltung – im Rohrtrum befinden sich sowohl Fall- als auch Steigleitungen.
Historisch ist noch das Kunsttrum von Bedeutung. In ihm bewegte sich das Gestänge der Pumpenkunst auf und ab, das die in regelmäßigen Abständen angebrachten Kolbenpumpen antrieb. Diese Bauweise wird seit der Erfindung der Kreiselpumpen und druckfester Rohre nicht mehr angewendet. Das Gestänge diente in einigen Bergwerken auch als Fahrkunst.